# Hell's Kitchen (1.ª temporada)
A primeira temporada de Hell's Kitchen estreou a 14 de março e terminou a 6 de junho de 2021 na SIC, com a apresentação de Ljubomir Stanisic. É baseado no formato britânico Hell's Kitchen.

## Emissão e apresentador
A 1.ª temporada conta com a apresentação de Ljubomir Stanisic e é emitida aos domingos na SIC às 22h15.

## Concorrentes
| Raul Emmerich, 52, Porto               | Equipa Azul     | Eliminado na 1ª Semana | Eliminado na 1ª Semana | Eliminado na 1ª Semana | Eliminado na 1ª Semana | Eliminado na 1ª Semana |                        |                        |
| Ana Sofia Figueiredo, 32, Sabugal      | Equipa Vermelha | Eliminada na 2ª Semana | Eliminada na 2ª Semana | Eliminada na 2ª Semana | Eliminada na 2ª Semana | Eliminada na 2ª Semana |                        |                        |
| António Pedro Magalhães, 26, Ermesinde | Equipa Azul     | Eliminado na 4ª Semana | Eliminado na 4ª Semana | Eliminado na 4ª Semana | Eliminado na 4ª Semana | Eliminado na 4ª Semana |                        |                        |
| Rafael Ribeiro, 20, Loures             | Equipa Azul     | Equipa Azul            | Eliminado na 4ª Semana | Eliminado na 4ª Semana | Eliminado na 4ª Semana | Eliminado na 4ª Semana |                        |                        |
| Ana Cristina Lourenço, 54, Mealhada    | Equipa Vermelha | Equipa Vermelha        | Eliminada na 5ª Semana | Eliminada na 5ª Semana | Eliminada na 5ª Semana | Eliminada na 5ª Semana |                        |                        |
| Ricardo Ruivo, 20, Valado dos Frades   | Equipa Azul     | Equipa Azul            | Eliminado na 5ª Semana | Eliminado na 5ª Semana | Eliminado na 5ª Semana | Eliminado na 5ª Semana |                        |                        |
| Jennifer Silva, 31, Cabo Verde         | Equipa Vermelha | Equipa Vermelha        | Eliminada na 5ª Semana | Eliminada na 5ª Semana | Eliminada na 5ª Semana | Eliminada na 5ª Semana |                        |                        |
| Daniela da Silva, 28, Valongo          | Equipa Vermelha | Equipa Vermelha        | Equipa Vermelha        | Desistiu na 6ª Semana  | Desistiu na 6ª Semana  | Desistiu na 6ª Semana  |                        |                        |
| Hélder Guimarães, 32, Londres          | Equipa Azul     | Equipa Azul            | Equipa Vermelha        | Equipa Vermelha        | Eliminado na 8ª Semana | Eliminado na 8ª Semana | Eliminado na 8ª Semana |                        |
| Diogo Filipe, 36, Barreiro             | Equipa Azul     | Equipa Azul            | Equipa Azul            | Equipa Azul            | Eliminado na 8ª Semana | Eliminado na 8ª Semana | Eliminado na 8ª Semana |                        |
| João Parreira, 28, Vila Viçosa         | Equipa Azul     | Equipa Azul            | Equipa Vermelha        | Equipa Azul            | Eliminado na 9ª Semana | Eliminado na 9ª Semana | Eliminado na 9ª Semana |                        |
| Rafaela Gonçalves, 25, Pontével        | Equipa Vermelha | Equipa Vermelha        | Equipa Azul            | Equipa Vermelha        | Individual             | Eliminada na 9ª Semana | Eliminada na 9ª Semana | Eliminada na 9ª Semana |
| Rute Palas, 41, Grândola               | Equipa Vermelha | Equipa Vermelha        | Equipa Azul            | Equipa Azul            | Individual             | 4º Lugar               | 4º Lugar               | 4º Lugar               |
| Cândida Batista, 39, Viena             | Equipa Vermelha | Equipa Vermelha        | Equipa Vermelha        | Equipa Vermelha        | Individual             | 3º Lugar               | 3º Lugar               | 3º Lugar               |
| Lucas Fernandes, 31, Vila Verde        | Equipa Azul     | Equipa Azul            | Equipa Vermelha        | Equipa Vermelha        | Individual             | 2º Lugar               | 2º Lugar               | 2º Lugar               |
| Francisca Dias, 29, Mação              | Equipa Vermelha | Equipa Azul            | Equipa Azul            | Equipa Azul            | Individual             | Vencedora              | Vencedora              | Vencedora              |

## Eliminações
| Francisca | X |    | X | X  | X |    | X  | X | X  | X | X  | X       |         | X |    | X |    | 1° | X  | 1° | Vencedora |  |  |  |  |  |  |  |  |  |  |
| Lucas     | X | X  | X |    | X | 3- | X  | X | X  | X | X  | X       | X       | X | X  | X | X  | 3° | X  | 2° | 2º Lugar  |  |  |  |  |  |  |  |  |  |  |
| Cândida   | X |    | X | X  | X |    | 3- | X | 4- | X | X  | X       | 2-      | X | 3- | X | 2- | 2° | 2- | 3º |           |  |  |  |  |  |  |  |  |  |  |
| Rute      | X |    | X | X  | X |    | X  | X | X  | X | X  | X       |         | X |    | X |    | 4° | 2- | 4º |           |  |  |  |  |  |  |  |  |  |  |
| Rafaela   | X |    | X | X  | X |    | X  | X | X  | X | X  | X       |         | X |    | X | X  | 5° | X  |    |           |  |  |  |  |  |  |  |  |  |  |
| João      | X | 3- | X |    | X | 3- | 3- | X | X  | X | 4- | X       | 2-      | X | X  | X |    | 6° |    |    |           |  |  |  |  |  |  |  |  |  |  |
| Diogo     | X | X  | X |    | X | X  | X  | X | X  | X | X  | X       |         | X | 3- | X |    |    |    |    |           |  |  |  |  |  |  |  |  |  |  |
| Hélder    | X | X  | X |    | X | X  | X  | X | 4- | X | X  | X       | X       | X | 3- | X | 2- |    |    |    |           |  |  |  |  |  |  |  |  |  |  |
| Daniela   | X |    | X | 3- | X |    | X  | X | X  | X | X  | Ausente | Ausente |   |    |   |    |    |    |    |           |  |  |  |  |  |  |  |  |  |  |
| Jennifer  | X |    | X | X  | X |    | X  | X | X  | X | 4- |         |         |   |    |   |    |    |    |    |           |  |  |  |  |  |  |  |  |  |  |
| Ricardo   | X | 3- | X |    | X | X  | X  | X | X  | X | 4- |         |         |   |    |   |    |    |    |    |           |  |  |  |  |  |  |  |  |  |  |
| Ana C.    | X |    | X | 3- | X |    | X  | X | 4- | X | 4- |         |         |   |    |   |    |    |    |    |           |  |  |  |  |  |  |  |  |  |  |
| Rafael    | X | X  | X |    | X | 3- | X  | X | 4- |   |    |         |         |   |    |   |    |    |    |    |           |  |  |  |  |  |  |  |  |  |  |
| António   | X | X  | X |    | X | X  | 3- |   |    |   |    |         |         |   |    |   |    |    |    |    |           |  |  |  |  |  |  |  |  |  |  |
| Ana S.    | X |    | X | 3- |   |    |    |   |    |   |    |         |         |   |    |   |    |    |    |    |           |  |  |  |  |  |  |  |  |  |  |
| Raúl      | X | 3- |   |    |   |    |    |   |    |   |    |         |         |   |    |   |    |    |    |    |           |  |  |  |  |  |  |  |  |  |  |

Legenda
     Equipa perdedora / Concorrente eliminado
     2/3 piores concorrentes
     Equipa vencedora / Salvo
     Imune

## Episódios
| #  | ## | Título        | Exibição original   | Audiências (em milhões) |
| -- | -- | ------------- | ------------------- | ----------------------- |
| 1  | 1  | "Episódio 1"  | 14 de março de 2021 | 1.33                    |
| 2  | 2  | "Episódio 2"  | 21 de março de 2021 | 1.24                    |
| 3  | 3  | "Episódio 3"  | 28 de março de 2021 | 1.21                    |
| 4  | 4  | "Episódio 4"  | 4 de abril de 2021  | 1.43                    |
| 5  | 5  | "Episódio 5"  | 11 de abril de 2021 | ASD                     |
| 6  | 6  | "Episódio 6"  | 18 de abril de 2021 | ASD                     |
| 7  | 7  | "Episódio 7"  | 25 de abril de 2021 | ASD                     |
| 8  | 8  | "Episódio 8"  | 2 de maio de 2021   | ASD                     |
| 9  | 9  | "Episódio 9"  | 9 de maio de 2021   | ASD                     |
| 10 | 10 | "Episódio 10" | 16 de maio de 2021  | ASD                     |
| 11 | 11 | "Episódio 11" | 23 de maio de 2021  | ASD                     |
| 12 | 12 | "Episódio 12" | 6 de junho de 2021  | ASD                     |

## Audiências
| Nº do Episódio | Data de Transmissão | Audiências   | Audiências | Audiências | Ref.  |
| Rating         | Share               | Espectadores |            |            |       |
| -------------- | ------------------- | ------------ | ---------- | ---------- | ----- |
| 1              | 14 de março de 2021 | 14,1         | 29,2%      | 1 339 500  | [ 4 ] |
| 2              | 21 de março de 2021 | 13,1         | 26,1%      | 1 244 500  | [ 5 ] |
| 3              | 28 de março de 2021 | 12,9         | 25,2%      | 1 225 500  | [8]   |
| 4              | 4 de abril de 2021  | 15,2         | 29,5%      | 1 444 000  | [9]   |
| 5              | 11 de abril de 2021 | 12,1         | 27,2%      | 1 149 500  | [10]  |
| 6              | 18 de abril de 2021 | 10,9         | 24,9%      | 1 035 000  | [11]  |
| 7              | 25 de abril de 2021 | 11,7         | 26,8%      | 1 111 500  | [12]  |
| 8              | 2 de maio de 2021   | 11           | 26,3%      | 1 045 000  | [13]  |
| 9              | 9 de maio de 2021   | 11           | 24,7%      | 1 045 000  | [13]  |
| 10             | 16 de maio de 2021  | 11,5         | 26,6%      | 1 092 500  | [14]  |
| 11             | 23 de maio de 2021  | 11,1         | 24,8%      | 1 054 500  | [15]  |
| 12             | 6 de junho de 2021  | 13           | 26,1%      | 1 235 000  | [16]  |
| Total          | Total               | 12,3         | 26,5%      | 1 168 500  | ...   |